# Lisa Werlinder
Lisa Helena Werlinder (født 12. marts 1972 i Vaksala, Uppsala) er en dansk/svensk skuespillerinde.

## Karriere
Lisa Werlinder har studeret ved Det Kongelige Musik Konservatorium i Stockholm (1995) og er uddannet fra Teaterskolen ved Luleå, Sverige (2000). Lisa Werlinder har adskillige teaterproduktioner på den nationale og kongelige scene i Stockholm bag sig, heriblandt Mary Stuart iscenesat af Ingmar Bergman. I Danmark har man kunnet opleve Lisa Werlinder i den prisbelønnede Bille August-film En sang for Martin fra 2001 samt Per Fly-filmen Arven (2003).

## Filmografi

### Spillefilm
| År   | Titel               | Rolle                         | Noter                           |
| ---- | ------------------- | ----------------------------- | ------------------------------- |
| 2001 | En sang for Martin  | Elisabeth                     | prisbelønnede Bille August-film |
| 2003 | The Inheritance     | Maria                         |                                 |
| 2003 | Arven               | Maria, Christoffers ægtefælle |                                 |
| 2005 | Som man bäddar      | Emma                          |                                 |
| 2005 | München             | nygift brud                   |                                 |
| 2009 | Den sorte pimpernel | Susanne                       |                                 |
| 2009 | Äntligen midsommar! | Susanne                       |                                 |
| 2010 | Almost Perfect      | Susan                         |                                 |
| 2011 | Alle for én         | Sofie                         |                                 |

### Serier
| År      | Titel         | Rolle      | Noter                           |
| ------- | ------------- | ---------- | ------------------------------- |
| 2002-03 | Skepsholmen   | Josefin    | 29 afsnit                       |
| 2005    | Olivia Twist  | Nancy      | fem afsnit                      |
| 2007    | En riktig jul | Gunilla    | (Simon Kaijser SVT) tre afsnit  |
| 2008    | Z-Rock        | Annicka    | (Mark Farrel IFC) et afsnit     |
| 2013    | Tatort        | Einigsen   | Borowski und der brennende Mann |
| 2016    | Dicte 3       | Gunilla    | afsnit 4-5                      |
| 2018    | Badehotellet  | Alma Molin | sæson 5-9                       |

## Teater
| År | Titel                             | Rolle           | Noter |
| -- | --------------------------------- | --------------- | ----- |
|    | Leva Livet                        | Cilla           |       |
|    | Mary Stuart                       | Alix            |       |
|    | Hamlet                            | Ofelia          |       |
|    | Hvem er bange for Virginia Woolf? | Sofia Jupiither |       |
|    | King Lear                         | Mary Stuart     |       |